# Kevin Anderson (tennisser)
Kevin Anderson (Johannesburg, 18 mei 1986) is een voormalig professioneel Zuid-Afrikaans tennisser uit Johannesburg. Anderson speelde voor zijn profcarrière college-tennis in de Verenigde Staten.
In 2011 won hij zijn eerste ATP-toernooi door in eigen land in de finale van het SA Tennis Open de Indiër Somdev Devvarman te verslaan. In de Daviscup-ontmoeting met Nederland in juli 2011 had Anderson een groot aandeel in de overwinning van Zuid-Afrika. Hij versloeg daar in het enkelspel Robin Haase en Thomas Schoorel en won het dubbelspel door samen met Rik De Voest het duo Huta Galung/Haase te verslaan.
Anderson geldt als een laatbloeier. Hoewel de Zuid-Afrikaan op grotere toernooien al een aantal keer een kwartfinale had behaald, brak hij in 2017 pas echt door. Op de US Open 2017 bereikte hij de finale, maar verloor van de Spanjaard Rafael Nadal. Op Wimbledon 2018 bereikte hij zijn tweede finale op een grandslam, maar ditmaal was de Serviër Novak Đoković te sterk. Beide finales gingen in straight sets verloren.

## Palmares
| Legenda                       | Legenda               |
| ----------------------------- | --------------------- |
| Grand Slam                    |                       |
| Olympische Spelen             |                       |
| tot 2009                      | vanaf 2009            |
| Tennis Masters Cup            | ATP Finals            |
| ATP Masters Series            | ATP Tour Masters 1000 |
| ATP International Series Gold | ATP Tour 500          |
| ATP International Series      | ATP Tour 250          |

### Enkelspel
| Nr.                  | Datum             | Toernooi          | Ondergrond    | Tegenstander in finale | Score                  |         |
| -------------------- | ----------------- | ----------------- | ------------- | ---------------------- | ---------------------- | ------- |
| gewonnen finales     |                   |                   |               |                        |                        |         |
| 1.                   | 6 februari 2011   | ATP Johannesburg  | Hardcourt     | Somdev Devvarman       | 4–6, 6–3, 6–2          | details |
| 2.                   | 4 maart 2012      | ATP Delray Beach  | Hardcourt     | Marinko Matosevic      | 6–4, 7–6(2)            | details |
| 3.                   | 29 augustus 2015  | ATP Winston-Salem | Hardcourt     | Pierre-Hugues Herbert  | 6–4, 7–5               | details |
| 4.                   | 18 februari 2018  | ATP Uniondale     | Hardcourt (i) | Sam Querrey            | 4–6, 6–3, 7-6(1)       | details |
| 5.                   | 28 oktober 2018   | ATP Wenen         | Hardcourt (i) | Kei Nishikori          | 6–3, 7-6(3)            | details |
| 6.                   | 5 januari 2019    | ATP Pune          | Hardcourt     | Ivo Karlović           | 7–6(4), 6-7(2), 7-6(5) | details |
| 7.                   | 18 juli 2021      | ATP Newport       | Gras          | Jenson Brooksby        | 7–6(8), 6-4            | details |
| verloren finales     |                   |                   |               |                        |                        |         |
| 1.                   | 9 maart 2008      | ATP Las Vegas     | Hardcourt     | Sam Querrey            | 6–4, 3–6, 4–6          | details |
| 2.                   | 12 januari 2013   | ATP Sydney        | Hardcourt     | Bernard Tomic          | 3–6, 7–6(2), 3-6       | details |
| 3.                   | 14 april 2013     | ATP Casablanca    | Gravel        | Tommy Robredo          | 6–7(6), 6-4, 3-6       | details |
| 4.                   | 29 juli 2013      | ATP Atlanta       | Hardcourt     | John Isner             | 7–6(3), 6-7(2), 6-7(2) | details |
| 5.                   | 23 februari 2014  | ATP Delray Beach  | Hardcourt     | Marin Čilić            | 6–7(6), 7-6(7), 4-6    | details |
| 6.                   | 2 maart 2014      | ATP Acapulco      | Hardcourt     | Grigor Dimitrov        | 6-7(1), 6-3, 6-7(5)    | details |
| 7.                   | 15 februari 2015  | ATP Memphis       | Hardcourt (i) | Kei Nishikori          | 4-6, 4-6               | details |
| 8.                   | 21 juni 2015      | ATP Londen        | Gras          | Andy Murray            | 3-6, 4-6               | details |
| 9.                   | 6 augustus 2017   | ATP Washington    | Hardcourt     | Alexander Zverev       | 4-6, 4-6               | details |
| 10.                  | 10 september 2017 | US Open           | Hardcourt     | Rafael Nadal           | 3-6, 3-6, 4-6          | details |
| 11.                  | 6 januari 2018    | ATP Pune          | Hardcourt     | Gilles Simon           | 6–7(4), 2–6            | details |
| 12.                  | 4 maart 2018      | ATP Acapulco      | Hardcourt     | Juan Martín del Potro  | 4-6, 4-6               | details |
| 13.                  | 15 juli 2018      | Wimbledon         | Gras          | Novak Đoković          | 2-6, 2-6, 6-7(3)       | details |
| Gewonnen challengers |                   |                   |               |                        |                        |         |
| 1.                   | 16 september 2007 | New Orleans       | Hardcourt     | Sam Warburg            | 6-4, 6-0               |         |
| 2.                   | 16 november 2008  | Champaign         | Hardcourt (i) | Kevin Kim              | 6-3, 6-4               |         |
| 3.                   | 10 mei 2009       | San Remo          | Gravel        | Blaž Kavčič            | 2-6, 6-2, 7-5          |         |
| 4.                   | 18 april 2010     | Baton Rouge       | Hardcourt     | Tobias Kamke           | 6-7(7), 7-6(7), 6-1    |         |

### Dubbelspel
| Nr.                           | Datum             | Toernooi       | Ondergrond    | Partner       | Tegenstanders in finale       | Score                  |         |
| ----------------------------- | ----------------- | -------------- | ------------- | ------------- | ----------------------------- | ---------------------- | ------- |
| gewonnen finales mannendubbel |                   |                |               |               |                               |                        |         |
| 1.                            | 1 maart 2014      | ATP Acapulco   | Hardcourt     | Matthew Ebden | Feliciano López Maks Mirni    | 6-3, 6-3               | details |
| verloren finales mannendubbel |                   |                |               |               |                               |                        |         |
| 1.                            | 19 februari 2012  | ATP San José   | Hardcourt (i) | Frank Moser   | Mark Knowles Xavier Malisse   | 4-6, 6-1, [5-10]       | details |
| 2.                            | 5 augustus 2012   | ATP Washington | Hardcourt     | Sam Querrey   | Treat Huey Dominic Inglot     | 6-7(7), 7-6(9), [5-10] | details |
| 3.                            | 26 oktober 2014   | ATP Valencia   | Hardcourt (i) | Jérémy Chardy | Jean-Julien Rojer Horia Tecău | 4-6, 2-6               | details |
| Gewonnen challengers          |                   |                |               |               |                               |                        |         |
| 1.                            | 16 september 2007 | New Orleans    | Hardcourt     | Ryler Deheart | Rajeev Ram Bobby Reynolds     | 6-3, 6-2               |         |
| 2.                            | 23 november 2008  | Knoxville      | Hardcourt (i) | G.D Jones     | Rajeev Ram Bobby Reynolds     | 3-6, 6-0, [10-7]       |         |
| 3.                            | 26 juli 2009      | Lexington      | Hardcourt     | Ryler Deheart | Amir Hadad Harel Levy         | 6-4, 4-6, [10-6]       |         |
| 4.                            | 9 augustus 2009   | Vancouver      | Hardcourt     | Rik De Voest  | Ramón Delgado Kaes Van't Hof  | 6-4, 6-4               |         |
| 5.                            | 31 januari 2010   | Honolulu       | Hardcourt     | Ryler Deheart | Kyu Tae Im Martin Slanar      | 3-6, 7-6(2), [15-13]   |         |

### Landencompetities
| Nr.              | Datum                | Toernooi  | Ondergrond    | Partner(s)                                                         | Tegenstanders in finale                                                               | Score                 | Details |
| ---------------- | -------------------- | --------- | ------------- | ------------------------------------------------------------------ | ------------------------------------------------------------------------------------- | --------------------- | ------- |
| Verloren finales |                      |           |               |                                                                    |                                                                                       |                       |         |
| 1.               | 21-23 september 2018 | Laver Cup | Hardcourt (i) | John Isner Nick Kyrgios Jack Sock Diego Schwartzman Frances Tiafoe | Roger Federer Novak Đoković Alexander Zverev Grigor Dimitrov David Goffin Kyle Edmund | 8-13 (11 wedstrijden) | Details |

## Resultaten grote toernooien
| Legenda | Legenda                          |
| ------- | -------------------------------- |
| g.t.    | geen toernooi gehouden           |
| l.c.    | lagere categorie                 |
| –       | niet deelgenomen                 |
| G       | uitgeschakeld in de groepsfase   |
| 1R      | uitgeschakeld in de eerste ronde |
| 2R      | uitgeschakeld in de tweede ronde |
| 3R      | uitgeschakeld in de derde ronde  |
| 4R      | uitgeschakeld in de vierde ronde |
| KF      | uitgeschakeld in de kwartfinale  |
| HF      | uitgeschakeld in de halve finale |
| F       | de finale verloren               |
| W       | het toernooi gewonnen            |
| w-v     | winst/verlies-balans             |

### Enkelspel
| toernooi             | 2008 | 2009 | 2010 | 2011 | 2012 | 2013 | 2014 | 2015 | 2016 | 2017 | 2018 | 2019 | 2020 | 2021 |
| -------------------- | ---- | ---- | ---- | ---- | ---- | ---- | ---- | ---- | ---- | ---- | ---- | ---- | ---- | ---- |
| grandslamtoernooien  |      |      |      |      |      |      |      |      |      |      |      |      |      |      |
| Australian Open      | 1R   | 1R   | 1R   | 1R   | 3R   | 4R   | 4R   | 4R   | 1R   | –    | 1R   | 2R   | 2R   | 1R   |
| Roland Garros        | –    | –    | 1R   | 2R   | 3R   | 4R   | 4R   | 3R   | 1R   | 4R   | 4R   | –    | 3R   | 1R   |
| Wimbledon            | 1R   | –    | 1R   | 2R   | 1R   | 3R   | 4R   | 4R   | 1R   | 4R   | F    | 3R   | g.t. | 2R   |
| US Open              | –    | –    | 3R   | 3R   | 1R   | 2R   | 3R   | KF   | 3R   | F    | 4R   | –    | 1R   |      |
| ATP Masters 1000     |      |      |      |      |      |      |      |      |      |      |      |      |      |      |
| Indian Wells         | –    | 1R   | 2R   | 1R   | 3R   | KF   | KF   | 3R   | –    | 2R   | KF   | –    | g.t. |      |
| Miami                | 3R   | –    | 2R   | KF   | 3R   | 3R   | 3R   | 4R   | –    | 2R   | KF   | KF   | g.t. | 1R   |
| Monte Carlo          | –    | –    | –    | 1R   | 2R   | 2R   | 1R   | –    | –    | –    | –    | –    | g.t. | –    |
| Madrid               | l.c. | –    | 1R   | 2R   | 2R   | 3R   | 2R   | 1R   | 1R   | –    | HF   | –    | g.t. | –    |
| Rome                 | –    | –    | –    | 1R   | 1R   | 3R   | 2R   | 3R   | 2R   | 1R   | 2R   | –    | 1R   | –    |
| Montreal/Toronto     | –    | –    | 3R   | 3R   | 1R   | 1R   | KF   | 1R   | KF   | KF   | HF   | –    | g.t. |      |
| Cincinnati           | 1R   | –    | –    | 2R   | 1R   | 1R   | 1R   | 3R   | 3R   | 1R   | 3R   | –    | 2R   |      |
| Shanghai             | l.c. | –    | 1R   | 1R   | 2R   | 2R   | 2R   | KF   | 2R   | 2R   | KF   | –    | g.t. |      |
| Parijs               | –    | –    | –    | 2R   | 3R   | 2R   | KF   | 3R   | –    | 2R   | 3R   | –    | 2R   |      |
| olympisch            |      |      |      |      |      |      |      |      |      |      |      |      |      |      |
| Olympische Spelen    | –    | g.t. | g.t. | g.t. | –    | g.t. | g.t. | g.t. | –    | g.t. | g.t. | g.t. | g.t. |      |
| statistieken         |      |      |      |      |      |      |      |      |      |      |      |      |      |      |
| totaal aantal titels | 0    | 0    | 0    | 1    | 1    | 0    | 0    | 1    | 0    | 0    | 2    | 1    | 0    | 1    |
| eindejaarsranking    | 104  | 161  | 61   | 32   | 37   | 20   | 16   | 12   | 67   | 14   | 6    | 91   | 81   |      |

### Dubbelspel
| toernooi             | 2008 | 2009 | 2010 | 2011 | 2012 | 2013 | 2014 | 2015 | 2016 | 2017 | 2018 | 2019 | 2020 | 2021 |
| -------------------- | ---- | ---- | ---- | ---- | ---- | ---- | ---- | ---- | ---- | ---- | ---- | ---- | ---- | ---- |
| grandslamtoernooien  |      |      |      |      |      |      |      |      |      |      |      |      |      |      |
| Australian Open      | –    | –    | –    | 1R   | –    | 3R   | –    | –    | –    | –    | –    | –    | –    | –    |
| Roland Garros        | –    | –    | –    | –    | –    | –    | –    | –    | –    | –    | –    | –    | –    | –    |
| Wimbledon            | KF   | 1R   | –    | 3R   | –    | –    | –    | –    | –    | –    | –    | –    | g.t. | –    |
| US Open              | –    | –    | 2R   | –    | –    | –    | –    | –    | –    | –    | –    | –    | –    |      |
| ATP Masters 1000     |      |      |      |      |      |      |      |      |      |      |      |      |      |      |
| Indian Wells         | –    | –    | –    | 1R   | 1R   | –    | 1R   | 1R   | –    | –    | –    | –    | g.t. |      |
| Miami                | –    | –    | –    | 1R   | 2R   | –    | 1R   | KF   | –    | –    | –    | –    | g.t. | –    |
| Monte Carlo          | –    | –    | –    | –    | –    | –    | 1R   | –    | –    | –    | –    | –    | g.t. | –    |
| Madrid               | l.c. | –    | –    | –    | 1R   | –    | KF   | 2R   | 1R   | –    | 1R   | –    | g.t. | –    |
| Rome                 | –    | –    | –    | –    | 1R   | –    | 2R   | HF   | 1R   | –    | –    | –    | 1R   | –    |
| Montreal/Toronto     | –    | –    | –    | –    | 1R   | –    | –    | 1R   | –    | –    | KF   | –    | g.t. |      |
| Cincinnati           | –    | –    | –    | –    | 1R   | –    | –    | 1R   | –    | –    | –    | –    | –    |      |
| Shanghai             | l.c. | –    | –    | 1R   | 2R   | 1R   | –    | 2R   | –    | 2R   | –    | –    | g.t. |      |
| Parijs               | –    | –    | –    | 1R   | –    | –    | 2R   | –    | –    | –    | –    | –    | –    |      |
| olympisch            |      |      |      |      |      |      |      |      |      |      |      |      |      |      |
| Olympische Spelen    | –    | g.t. | g.t. | g.t. | –    | g.t. | g.t. | g.t. | –    | g.t. | g.t. | g.t. | g.t. |      |
| statistieken         |      |      |      |      |      |      |      |      |      |      |      |      |      |      |
| totaal aantal titels | 0    | 0    | 0    | 0    | 0    | 0    | 1    | 0    | 0    | 0    | 0    | 0    | 0    | 0    |
| eindejaarsranking    | 142  | 171  | 259  | 110  | 91   | 347  | 58   | 98   | —    | 284  | 271  | —    | —    |      |